# جاكوب باترفيلد
جاكوب باترفيلد (بالإنجليزية: Jacob Butterfield) (10 يونيو 1990 برادفورد المملكة المتحدة - ) هو لاعب كرة قدم بريطاني، يلعب كلاعب وسط.

## روابط خارجية
- جاكوب باترفيلد على موقع قاعدة بيانات كرة القدم.إي يو (الإنجليزية)
- جاكوب باترفيلد على موقع Soccerbase.com (لاعب) (الإنجليزية)
- جاكوب باترفيلد على موقع Soccerway.com (الإنجليزية)
- جاكوب باترفيلد على موقع عالم كرة القدم.نت (الإنجليزية)
- جاكوب باترفيلد على موقع AS.com (الإسبانية)